# Dassendorf
Dassendorf er en kommune og administrationsby i det nordlige Tyskland, beliggende i Amt Hohe Elbgeest under Kreis Herzogtum Lauenburg. Kreis Herzogtum Lauenburg ligger i delstaten Slesvig-Holsten.

## Geografi
Dassendorf ligger øst for Hamburg og syd for Sachsenwald ved krydset mellem hovedvejene B207 og B404.